# Uniunea Elenă din România
Uniunea Elenă din România (în greacă Ένωση Ελλήνων της Ρουμανίας, transliterat: Énosi Ellínon tis Roumanías, acronim EER) este un partid politic al minorităților etnice din România care reprezintă comunitatea greacă.

## Istorie
EER a participat la alegerile din 1990, și în ciuda faptului că a primit doar 0,04% din voturi, a câștigat un singur loc în Camera Deputaților din România în baza unei legi electorale care permite partidelor politice care reprezintă minoritățile să fie exceptate de la pragul electoral. De atunci, a câștigat câte un loc la fiecare alegere, inclusiv la alegerile generale din 2020, în ciuda faptului că a primit 0,1% din voturi.

## Istoria electorală
| Alegere | Camera Deputaților | Camera Deputaților | Camera Deputaților | Senat  | Senat | Senat  |
| Alegere | Voturi             | %                  | Locuri             | Voturi | %     | Locuri |
| ------- | ------------------ | ------------------ | ------------------ | ------ | ----- | ------ |
| 1990    | 4,932              | 0.04               | 1                  | –      | –     | –      |
| 1992    | 9,134              | 0.08               | 1                  |        |       |        |
| 1996    | 8,463              | 0.07               | 1                  | –      | –     | –      |
| 2000    | 15,007             | 0.13               | 1                  | –      | –     | –      |
| 2004    | 7,161              | 0.07               | 1                  |        |       |        |
| 2008    | 8,875              | 0.12               | 1                  | –      | –     | –      |
| 2012    | 9,863              | 0.13               | 1                  | –      | –     | –      |
| 2016    | 5,817              | 0.08               | 1                  | –      | –     | –      |
| 2020    | 6,096              | 0.1                | 1                  | –      | –     | –      |